# Maraton (gmina)
Maraton (gr. Δήμος Μαραθώνος, Dimos Maratonos) – gmina w Grecji, w administracji zdecentralizowanej Attyka, w regionie Attyka, w jednostce regionalnej Attyka Wschodnia. Siedzibą gminy jest Maraton. W 2011 roku liczyła 33 423 mieszkańców. Powstała 1 stycznia 2011 roku w wyniku połączenia dotychczasowych gmin Maraton i Nea Makri oraz wspólnot Gramatiko i Warwaras.